# دی و سی قرمز ۳۳
دی و سی قرمز ۳۳ (به انگلیسی: D&C Red 33) یک ترکیب شیمیایی با شناسه پاب‌کم ۹۵۷۰۱۳۶ است. شکل ظاهری این ترکیب، پودر قهوه‌ای و قرمز تیره است.